# ألفرد ووكر (مبارز بالسيف)
ألفرد ووكر (بالإنجليزية: Alfred Walker)‏ هو مبارز بالسيف أمريكي، ولد في 23 أكتوبر 1901 في بروكلين في الولايات المتحدة، وتوفي في 19 مايو 1983 في فيرفيلد في الولايات المتحدة.

## وصلات خارجية
- ألفرد ووكر على موقع أوليمبيديا (الإنجليزية)